# Říčany (Mellersta Böhmen)
Říčany är en stad i Tjeckien. Den är belägen i distriktet Okres Praha-Východ och regionen Mellersta Böhmen, i den centrala delen av landet, 20 km sydost om huvudstaden Prag. Říčany ligger 343 meter över havet och antalet invånare är 16 182.